# Villars-sous-Écot
Pour les articles homonymes, voir Villars.
Villars-sous-Écot est une commune française située dans le département du Doubs, la région culturelle et historique de Franche-Comté et la région administrative Bourgogne-Franche-Comté. 
Elle est connue pour ses circuits de motocross et supermotard internationaux situés sur les coteaux de la Versenne (Voir ci-dessous). Elle possède une église qui date de 1737.
Ses habitants sont appelés les Creuillots, car le village se situe dans une vallée (ou creux) par opposition aux habitants d'Écot, village voisin situé en hauteur.

## Géographie

### Toponymie
Villar en 1177 ; Viler sos Eshoz en 1266 ; Viller subtus Excot en 1316 ; Viller desoubz Escos en 1385 ; Viler desoubz Escot en 1406 ; Villars soubz Escout en 1593 ; Villars soubz Escot en 1655.

### Climat
Pour des articles plus généraux, voir Climat de la Bourgogne-Franche-Comté et Climat du Doubs.
En 2010, le climat de la commune est de type climat de montagne, selon une étude du Centre national de la recherche scientifique s'appuyant sur une série de données couvrant la période 1971-2000. En 2020, Météo-France publie une typologie des climats de la France métropolitaine dans laquelle la commune est dans une zone de transition entre le climat semi-continental et le climat de montagne et est dans la région climatique  Jura, caractérisée par une forte pluviométrie en toutes saisons (1 000 à 1 500 mm/an), des hivers rigoureux et un ensoleillement médiocre. 
Pour la période 1971-2000, la température annuelle moyenne est de 9,7 °C, avec une amplitude thermique annuelle de 17,2 °C. Le cumul annuel moyen de précipitations est de 1 386 mm, avec 12,9 jours de précipitations en janvier et 10,9 jours en juillet. Pour la période 1991-2020, la température moyenne annuelle observée sur la station météorologique de Météo-France la plus proche, « Medière », sur la commune de Médière à 9 km à vol d'oiseau, est de 11,5 °C et le cumul annuel moyen de précipitations est de 1 105,2 mm. 
La température maximale relevée sur cette station est de 40,2 °C, atteinte le 24 juillet 2019 ; la température minimale est de −17 °C, atteinte le 5 février 2012,,. 
Les paramètres climatiques de la commune ont été estimés pour le milieu du siècle (2041-2070) selon différents scénarios d'émission de gaz à effet de serre à partir des nouvelles projections climatiques de référence DRIAS-2020. Ils sont consultables sur un site dédié publié par Météo-France en novembre 2022.

## Urbanisme

### Typologie
Au 1er janvier 2024, Villars-sous-Écot est catégorisée commune rurale à habitat dispersé, selon la nouvelle grille communale de densité à 7 niveaux définie par l'Insee en 2022.
Elle est située hors unité urbaine. Par ailleurs la commune fait partie de l'aire d'attraction de Montbéliard, dont elle est une commune de la couronne,. Cette aire, qui regroupe 137 communes, est catégorisée dans les aires de 50 000 à moins de 200 000 habitants,.

### Occupation des sols
L'occupation des sols de la commune, telle qu'elle ressort de la base de données européenne d’occupation biophysique des sols Corine Land Cover (CLC), est marquée par l'importance des forêts et milieux semi-naturels (48,3 % en 2018), en diminution par rapport à 1990 (49,6 %). La répartition détaillée en 2018 est la suivante : 
forêts (48,3 %), zones agricoles hétérogènes (23,6 %), prairies (16,3 %), terres arables (6,8 %), zones urbanisées (2,7 %), espaces verts artificialisés, non agricoles (2,3 %). L'évolution de l’occupation des sols de la commune et de ses infrastructures peut être observée sur les différentes représentations cartographiques du territoire : la carte de Cassini (XVIIIe siècle), la carte d'état-major (1820-1866) et les cartes ou photos aériennes de l'IGN pour la période actuelle (1950 à aujourd'hui).

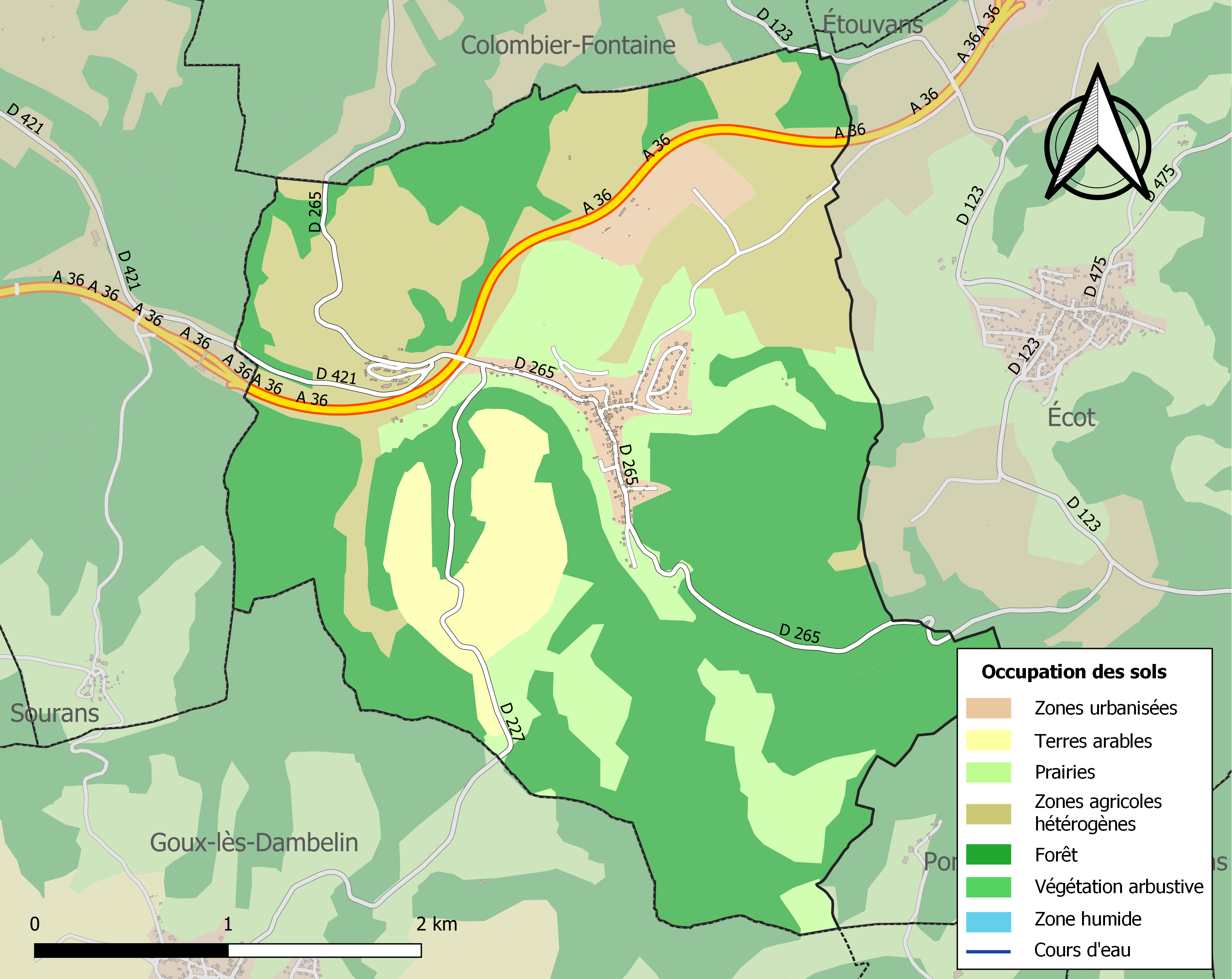
Carte des infrastructures et de l'occupation des sols de la commune en 2018 (CLC).

## Politique et administration

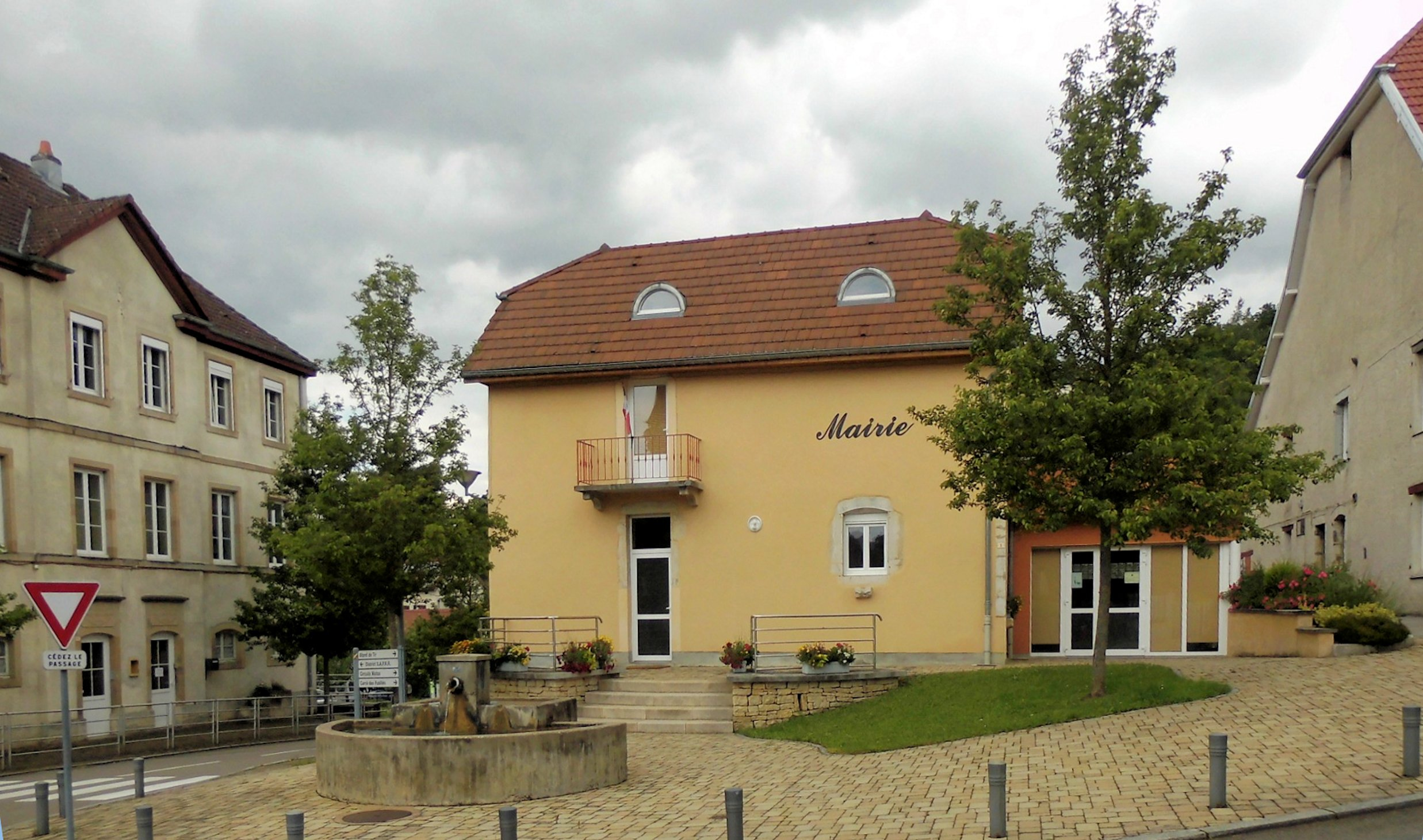
La mairie.

| Période                                  | Période  | Identité         | Étiquette | Qualité         |
| ---------------------------------------- | -------- | ---------------- | --------- | --------------- |
| ?                                        | 1989     | Jean Monnin      | DVG       |                 |
| 1989                                     | En cours | Christian Hirsch | DVD       | Agent technique |
| Les données manquantes sont à compléter. |          |                  |           |                 |

## Démographie
L'évolution du nombre d'habitants est connue à travers les recensements de la population effectués dans la commune depuis 1793. Pour les communes de moins de 10 000 habitants, une enquête de recensement portant sur toute la population est réalisée tous les cinq ans, les populations de référence des années intermédiaires étant quant à elles estimées par interpolation ou extrapolation. Pour la commune, le premier recensement exhaustif entrant dans le cadre du nouveau dispositif a été réalisé en 2008.

En 2022, la commune comptait 338 habitants, en évolution de −4,52 % par rapport à 2016 (Doubs : +1,88 %, France hors Mayotte : +2,11 %).
| 1793 | 1800 | 1806 | 1821 | 1831 | 1836 | 1841 | 1846 | 1851 |
| ---- | ---- | ---- | ---- | ---- | ---- | ---- | ---- | ---- |
| 281  | 272  | 308  | 351  | 404  | 375  | 374  | 347  | 333  |

| 1856 | 1861 | 1866 | 1872 | 1876 | 1881 | 1886 | 1891 | 1896 |
| ---- | ---- | ---- | ---- | ---- | ---- | ---- | ---- | ---- |
| 332  | 310  | 309  | 283  | 289  | 294  | 289  | 257  | 203  |

| 1901 | 1906 | 1911 | 1921 | 1926 | 1931 | 1936 | 1946 | 1954 |
| ---- | ---- | ---- | ---- | ---- | ---- | ---- | ---- | ---- |
| 205  | 187  | 165  | 155  | 158  | 145  | 153  | 117  | 142  |

| 1962 | 1968 | 1975 | 1982 | 1990 | 1999 | 2006 | 2008 | 2013 |
| ---- | ---- | ---- | ---- | ---- | ---- | ---- | ---- | ---- |
| 169  | 178  | 205  | 348  | 362  | 360  | 381  | 387  | 363  |

| 2018 | 2022 | - | - | - | - | - | - | - |
| ---- | ---- | - | - | - | - | - | - | - |
| 350  | 338  | - | - | - | - | - | - | - |

### Lieux et monuments
- L'église Saint-Vit construite en 1737.
- Circuit de la Versenne.

### Héraldique
| Blason de Villars-sous-Écot | Blason  | Écartelé : au 1er d'azur à la jonquille d'or tigée et feuillé de sinople, au 2e d'azur au clocher comtois d'argent essoré de pourpre, au 3e d'azur à la fontaine du lieu d'argent, posée en perspective dans le sens de la bande et remplie d'une eau du champ, au 4e d'azur au pilote de moto-cross contourné, au naturel, sur sa machine de sable, bondissant dans le sens de la barre ; à la burelle d'argent, chargée de l'inscription de sable « VILLARS-SOUS-ECOT », brochant sur le coupé ; à l'écusson d'argent chargé de la Croix de Guerre 1939-1945, appendu au point du chef et brochant sur le parti. Ornements extérieursCroix de guerre 1939-1945 |
| Blason de Villars-sous-Écot | Détails | Le statut officiel du blason reste à déterminer. |